# Gustaf Harmens
Gustaf Harmens, född 1699 i Stockholm, död 1774 i Lund, var en svensk läkare, professor.

## Biografi
Gustaf Harmens var son till Henrik Harmens av släkten Harmens och Magdalena Törne; modern tillhörde samma släkt som bl.a. Törnflycht och härstammade från Bureätten. Harmens ägnade sig först åt medicinen, därefter åt juridiken och inskrevs i Kungliga kansliet samt blev 1721 kanslist i Sundhetskommissionen. Då vaknade åter hos honom den gamla hågen för läkarvetenskapen, han lämnade 1722 sin tjänst och studerade medicin i Nederländerna, Frankrike, England, Tyskland och Italien 1722-26 och 1727-31. Efter att ha blivit medicine doktor vid universitetet i Harderwijk, Nederländerna, utnämndes han 1732 till e.o. och var 1735-71 ordinarie professor i praktisk medicin i Lund.
Hardens utövade en ganska betydande författarverksamhet, vilken omfattar dels 42 akademiska disputationer i såväl rent medicinska som fysiska, kemiska och naturalhistoriska frågor, dels några parentationstal samt Föreläsningar om jordens fruktbarhet och grunden till åkerbruket (1758). 
Harmens var gift med Margareta Liboria von Hegardt som adlats för faderns, domprosten Martin Hegardts förtjänster; hennes mor tillhörde ätten von Corswanten. Sonen Henrik Harmens (1749–1811) adlades 1809 med namnet af Harmens. Dottern Liboria blev gift med den excentriske Arvid Trolle på Klågerups slott.